# Planta hidroeléctrica Santa María
La Planta hidroeléctrica Santa María es una empresa energética que utiliza una presa de gravedad de hormigón armado y una central eléctrica que se extiende a lo largo del río Samalá en Zunil, Quetzaltenango, Guatemala .
La hidroeléctrica cuenta con un embalse de la presa que tiene una capacidad total de 215,500   m 3 . El agua se transporta a la central eléctrica a través de 614 m de tubería de presión larga.  Actualmente la planta tiene 3 turbinas diferentes ( 1 × 2.48 MW y 2 × 2.2 MW ) con una capacidad instalada total de 6.88   MW . La planta tiene una declinación de nivel de 101   m, y un flujo diseñado de 2.35   m 3 / s para las unidades 1 y 2, y 2.42   m 3 / s para la unidad 3.  
La planta Santa María comenzó a operar en 1927 y produce anualmente 38 GWh de energía eléctrica.